# Rebecca Schäperklaus
Rebecca Schäperklaus est une joueuse allemande de volley-ball née le 2 juillet 1992 à Datteln. Elle mesure 1,88 m et joue au poste de centrale. 

## Clubs
| Club                    | De        | À         |
| ----------------------- | --------- | --------- |
| SCU Lüdinghausen        |           | 2005-2006 |
| USC Münster             | 2006-2007 | 2010-2011 |
| SV Sinsheim             | 2011-2012 | 2011-2012 |
| 1. VC Wiesbaden         | 2012-2013 | 2016-2017 |
| TSV Bayer 04 Leverkusen | 2017-2018 | …         |

## Palmarès
- Coupe d'Allemagne
  - Finaliste : 2013.